# 유한 파르츠
유한 파르츠(에스토니아어: Juhan Parts, 1966년 8월 27일~)는 에스토니아의 정치인이다. 2003년부터 2005년까지 제15대 에스토니아의 총리를 역임했고 소속 정당은 조국과 공화국을 위한 연합이다.

## 생애
타르투 대학교 법학과 출신이다. 1998년부터 2003년까지 에스토니아 감사원에서 근무했으며 2003년 4월 10일부터 2005년 4월 12일까지 에스토니아의 총리를 역임했다. 2007년 4월 4일부터 2014년 3월 26일까지 에스토니아 경제·통신부 장관을 역임했다.